# Таврийский сельский совет (Весёловский район)
Таврийский сельский совет (укр. Таврійська сільська рада) — входит в состав
Весёловского района
Запорожской области
Украины.
Административный центр сельского совета находится в посёлке Таврия.

## История
- 1921 — дата образования.

## Населённые пункты совета
- пос. Таврия
- с. Весёлое